# Elżbieta Wiśniewska (malarka)
Elżbieta Wiśniewska (ur. 25 lutego 1934 w Radomiu) – animatorka kultury artystycznej oraz kuratorka ogólnopolskich konkursów i wystaw. Uczestniczka plenerów, sympozjów i akcji artystycznych popularyzujących sztukę w kraju i poza jego granicami. Wielokrotnie nagradzana (między innymi w 2014 roku za działalność artystyczną została odznaczona medalem zasłużona Kulturze Gloria Artis). Żona artysty malarza i profesora UMK Mieczysława Wiśniewskiego.

## Działalność artystyczna
Studia ukończyła w 1955 r. uzyskując dyplom na Wydziale Sztuk Pięknych UMK w katedrze zabytkoznawstwa i konserwatorstwa u profesora Jerzego Remera w Toruniu. Studia podyplomowe ukończyła na Uniwersytecie im. Adama Mickiewicza w Poznaniu. Pracowała na uczelni w Zakładzie Historii Sztuki od roku 1964–1999 r.
W latach 1967–1971 prowadziła na UMK w Toruniu w Galerii ZSP cykl wystaw z wykładami prezentując między innymi artystów takich jak: Marian Bogusz, Tadeusz Dominik, Rajmund Ziemski, Lech Kunka, Waldemar Świerzy, czy Jerzy Rosołowicz.
W latach 1970–1980 prowadziła Galerię Sztuki Współczesnej w toruńskim KMPiK-u, prezentując między innymi: „Wybrane zagadnienia kultury i sztuki” z Władysławem Jackiewiczem, Kiejstutem Bereźnickim i Józefem Wilkoniem, oraz „Współczesność sztuki” z Janem Berdyszakiem, Bożeną Kowalską czy Stefanem Krygierem.
Jej opracowania dotyczące sztuki i malarstwa współczesnego przez wiele lat ukazywały się w specjalistycznych czasopismach, opracowaniach i periodykach tematycznych (między innymi: „Plastyka i Wychowanie”, „Przegląd Artystyczno-Literacki”, „Zdarzenia Muzealne”, „Tygiel”, „Aspekty Filozoficzno-Prozatorskie”).
Członkini wielu stowarzyszeń i związków artystycznych (między innymi: EKOART - Stowarzyszenia Środowisk Twórczych, Stowarzyszenia Marynistów Polskich, Związku Polskich Artystów Plastyków (nr legitymacji:13160), Stowarzyszenia Historyków Sztuki).

### Wystawy indywidualne
Zrealizowała ponad 50 wystaw indywidualnych w kraju i poza jego granicami. Do najważniejszych należą:
- Malarstwo akwarelowe - Kraków - Nowa Huta (1979)
- Malarstwo - Elżbieta Wiśniewska - Galeria Sztuki Współczesnej - Jelenia Góra (1984)
- Elżbieta Wiśniewska - wystawa malarstwa na podłożu papierowym z lat 1980-1985 Muzeum Zamkowe w Kwidzynie
- Elżbieta Wiśniewska - Malarstwo - BWA Płock (1985)
- Bawarska Galeria Bankowa (1986), Niemcy
- Elżbieta Wiśniewska - Malarstwo - Galeria Awangarda, Wrocław (1988)
- Malarstwo E. Wiśniewskiej - BWA - Łomża, Ostrołęka (1993)
- Cykl wystawienniczy w Wielkiej Brytanii (Alnwick, Newcastle) w latach 1992-1995
- Elżbieta Wiśniewska Painting 1975-2011 Wozownia, Toruń (2011)
- Zapisy zmierzchu - malarstwo E. Wiśniewskiej (akwarela, gwasz, pastele) 2014-2015, Poznań

### Wystawy i publikacje zbiorowe (wybór)
Brała udział w ponad 100 wystawach zbiorowych w kraju i poza jego granicami. Do najważniejszych należą między innymi:
- Konfrontacje plastyczne Polski Północnej 1984 - Galeria EL - Elbląg (1984)
- Wystawa sztuki polskiej Spar- Banken w Turku - Finlandia (1985)
- Wystawa malarstwa i sztuki na podłożu papierowym "Impresje polskie Toruń (1985)
- Polnische Impressionen - Ausecchnitt aus dem Gottinger Tageblatt, Niemcy (1989)
- Tandencesdu contemporian polonais, Arts et Culture Buissiere, Francja (1994)
- Poleko - Międzynarodowe Targi Poznańskie - Artyści dla środowiska - Poznań (1997)
- 9 Exposition internationale "Petit format de papier", Musee du Petit Format, Viroinval, (1998), Belgia
- Landschaft Menschen Kunstler malen im Kulmer land, Westpreusisches Landesmuseum Münster - Wolbeck (1998), Niemcy
- 4th Mostra Mondiale di Mini Grafica & Pittura, Gallery - Centro Esposizioni Pisa Arte, Academy of Art Pisa, (2002), Włochy
- "Grands Hasards, Matisse et Bohain, un quart de siecle d'historie commune." Chateau a Bohain, (2005), Francja
- Zielona Fala - Galeria Polan, Poznań (2014), (2015)

### Przykładowe prace (akwarele i gwasze)

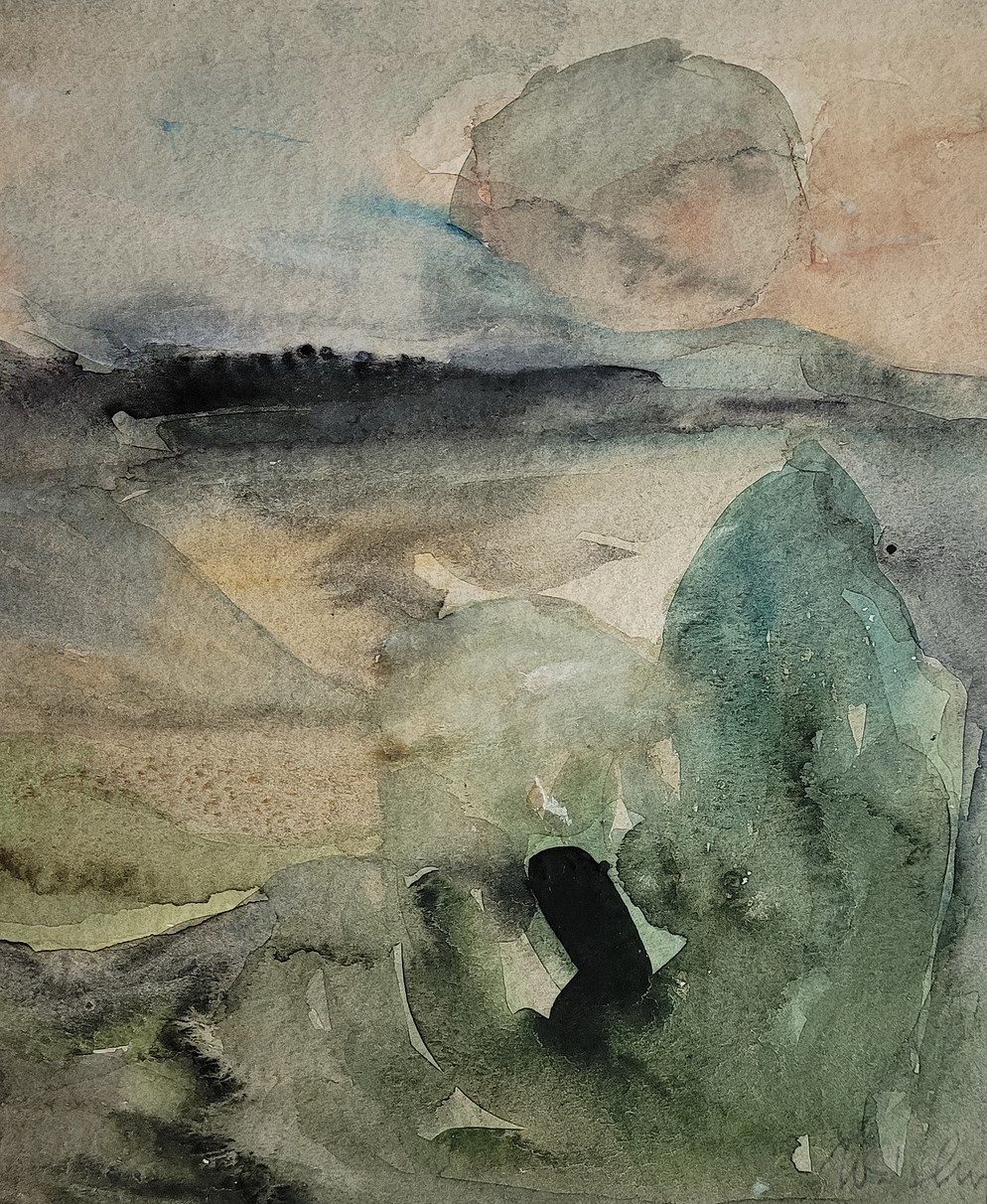
Zapisy zmierzchu (1980)
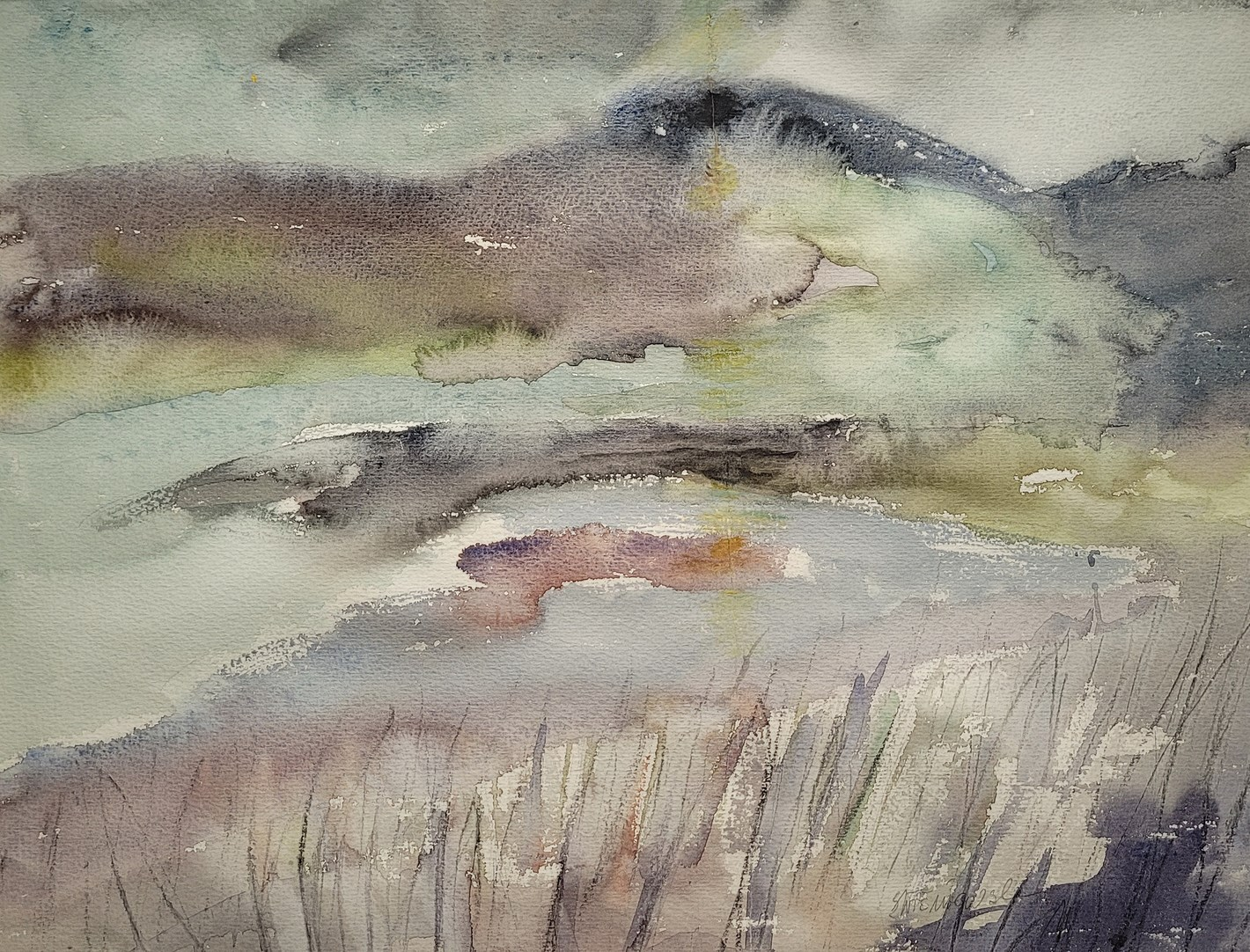
Zatoka w jesieni (2007)
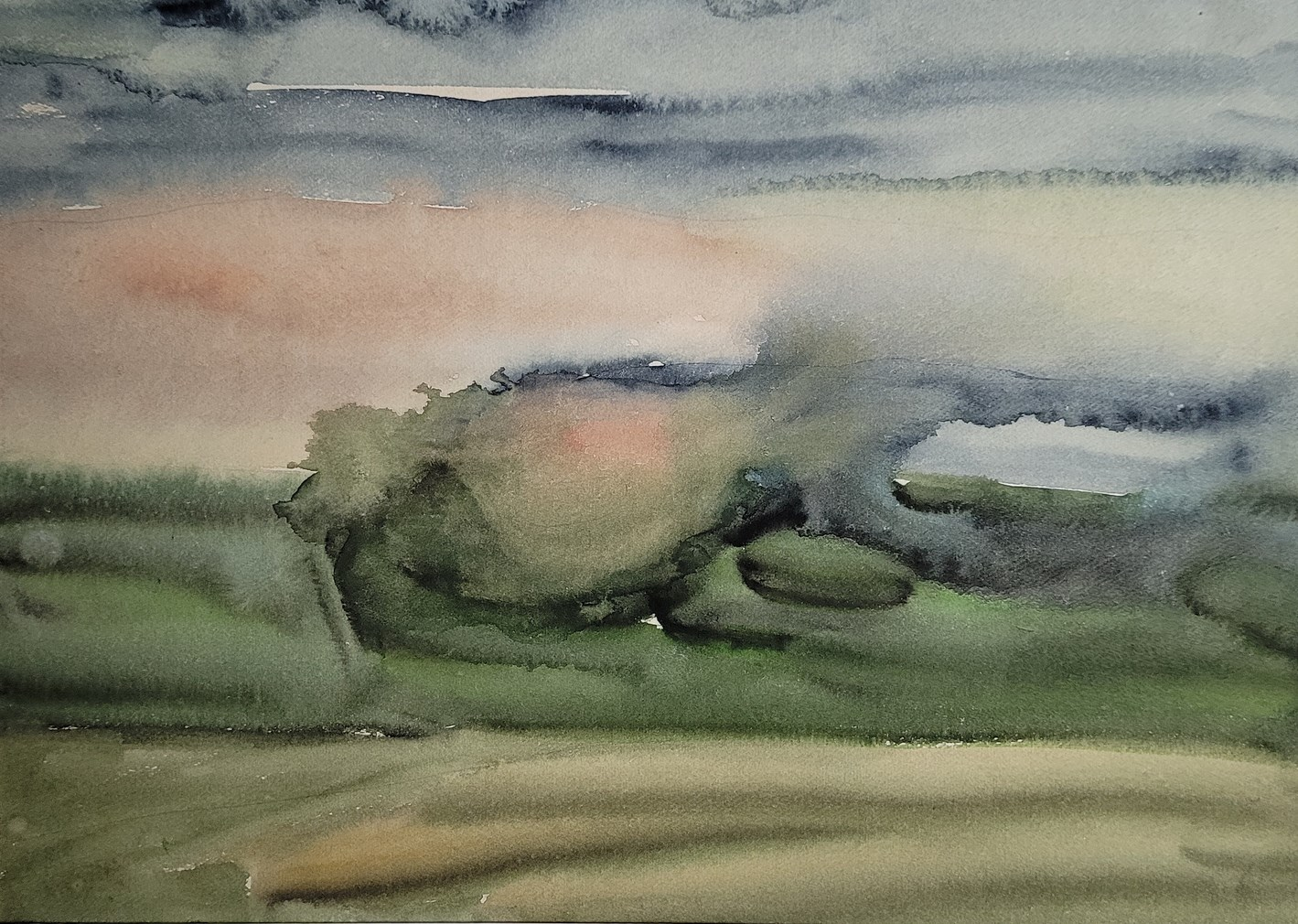
Zielony wiatr (1980)
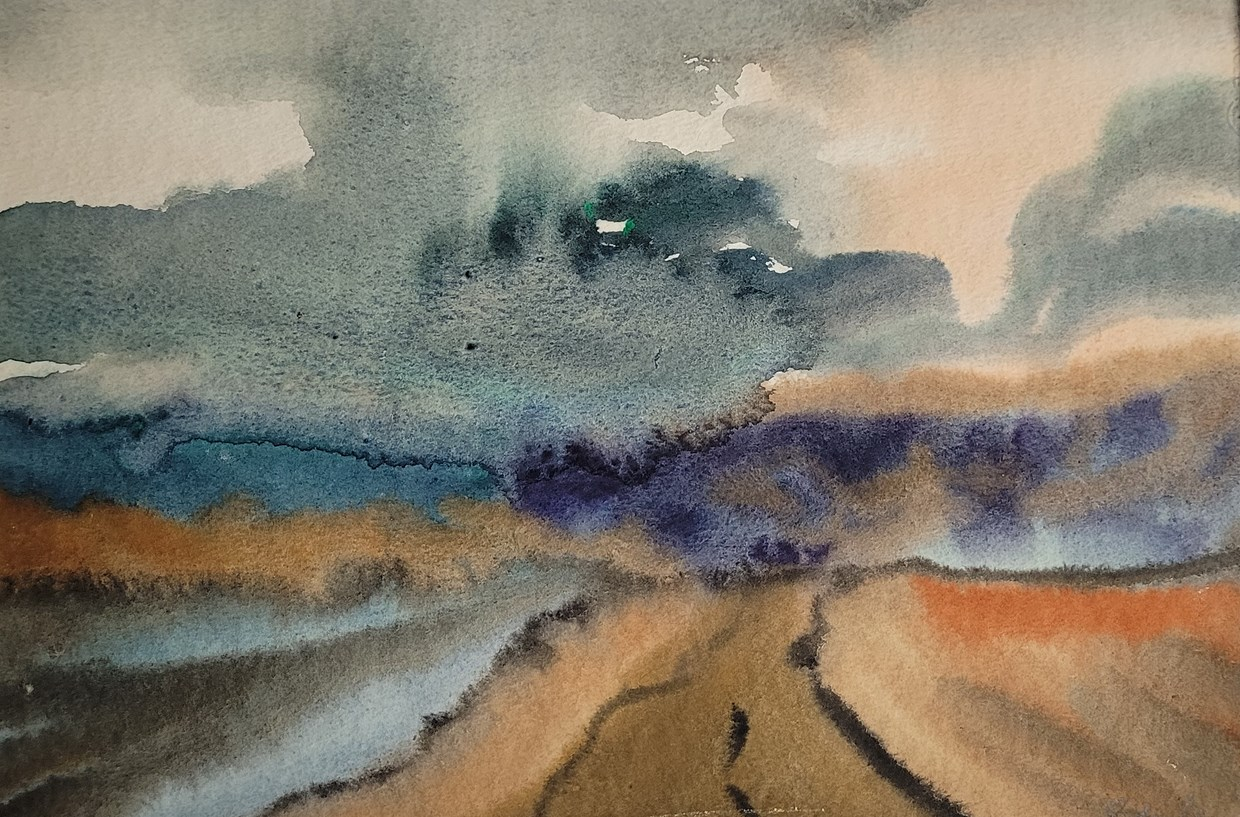
Pejzaż z Borów Tucholskich (1979)
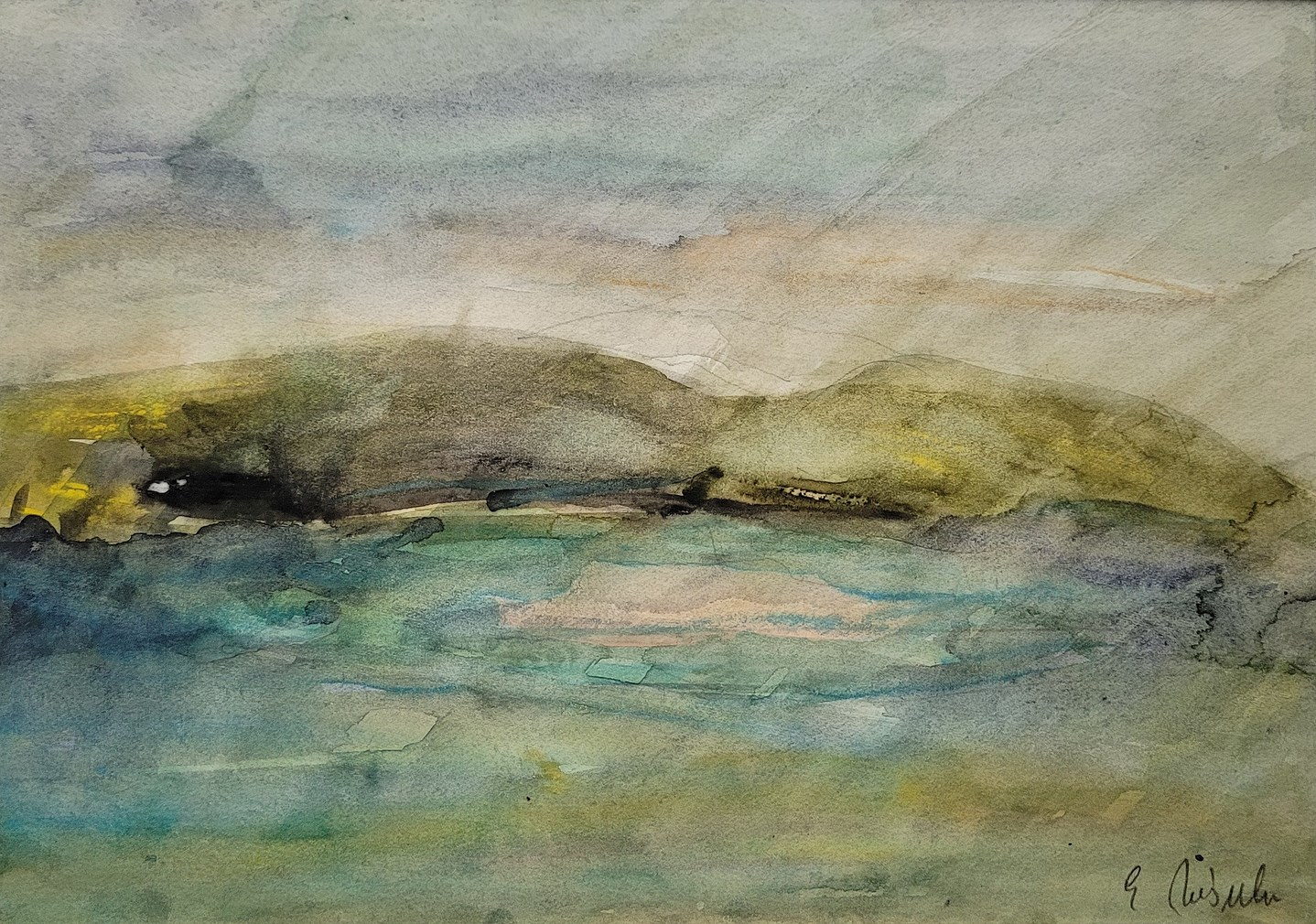
Bory Tucholskie (2002)
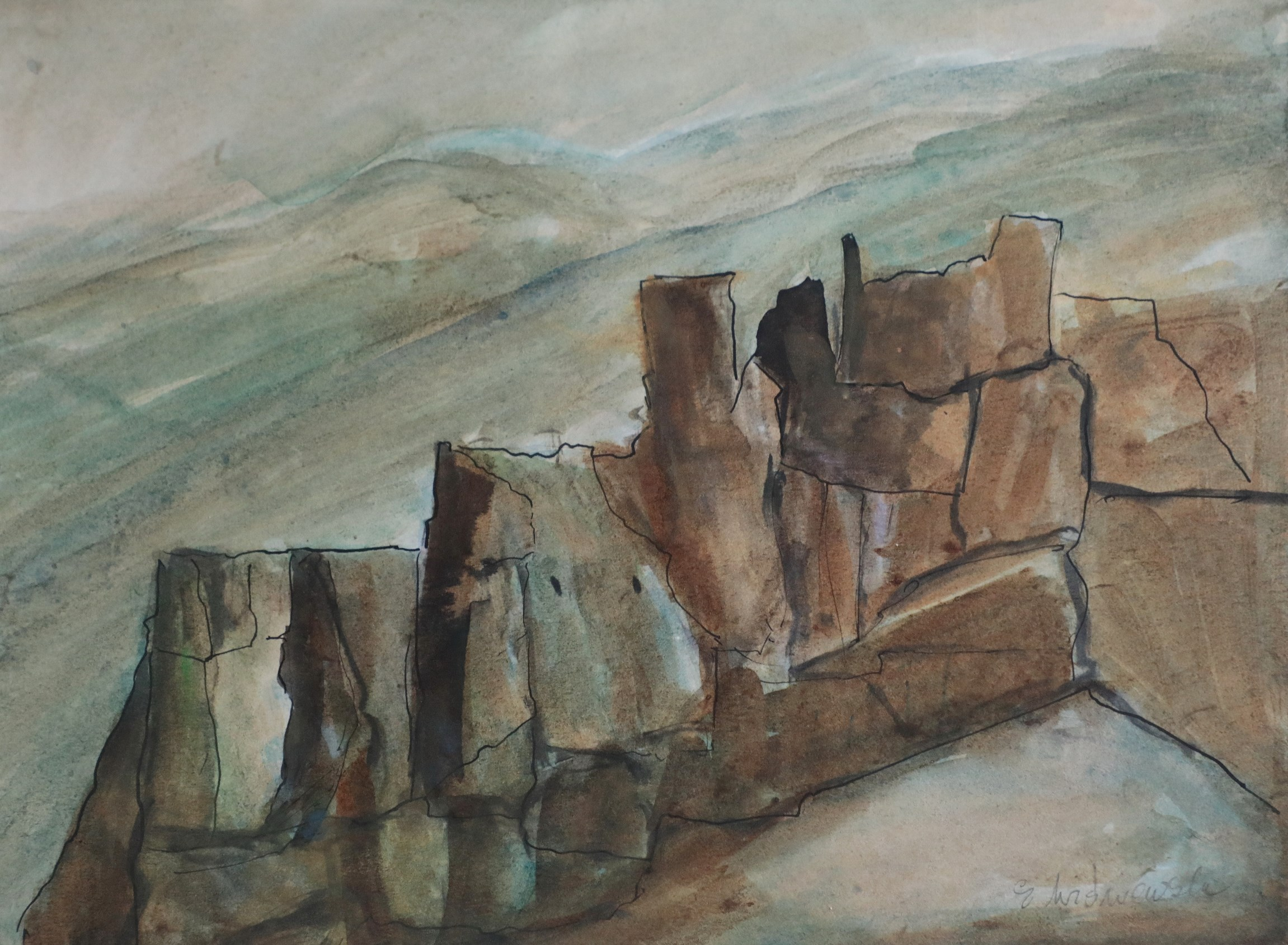
Ruiny Chęciny (2012)
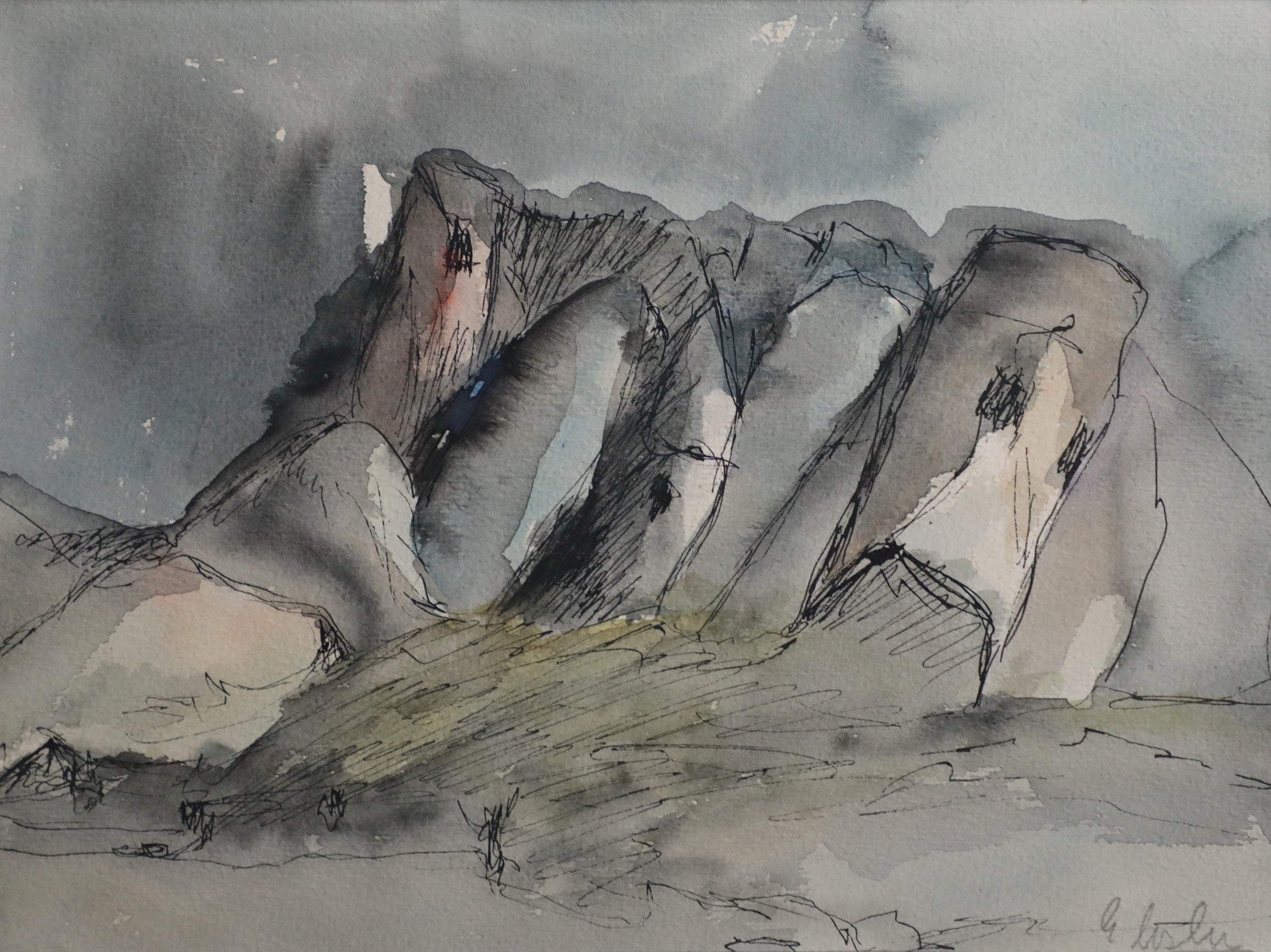
Ruiny II (2012)
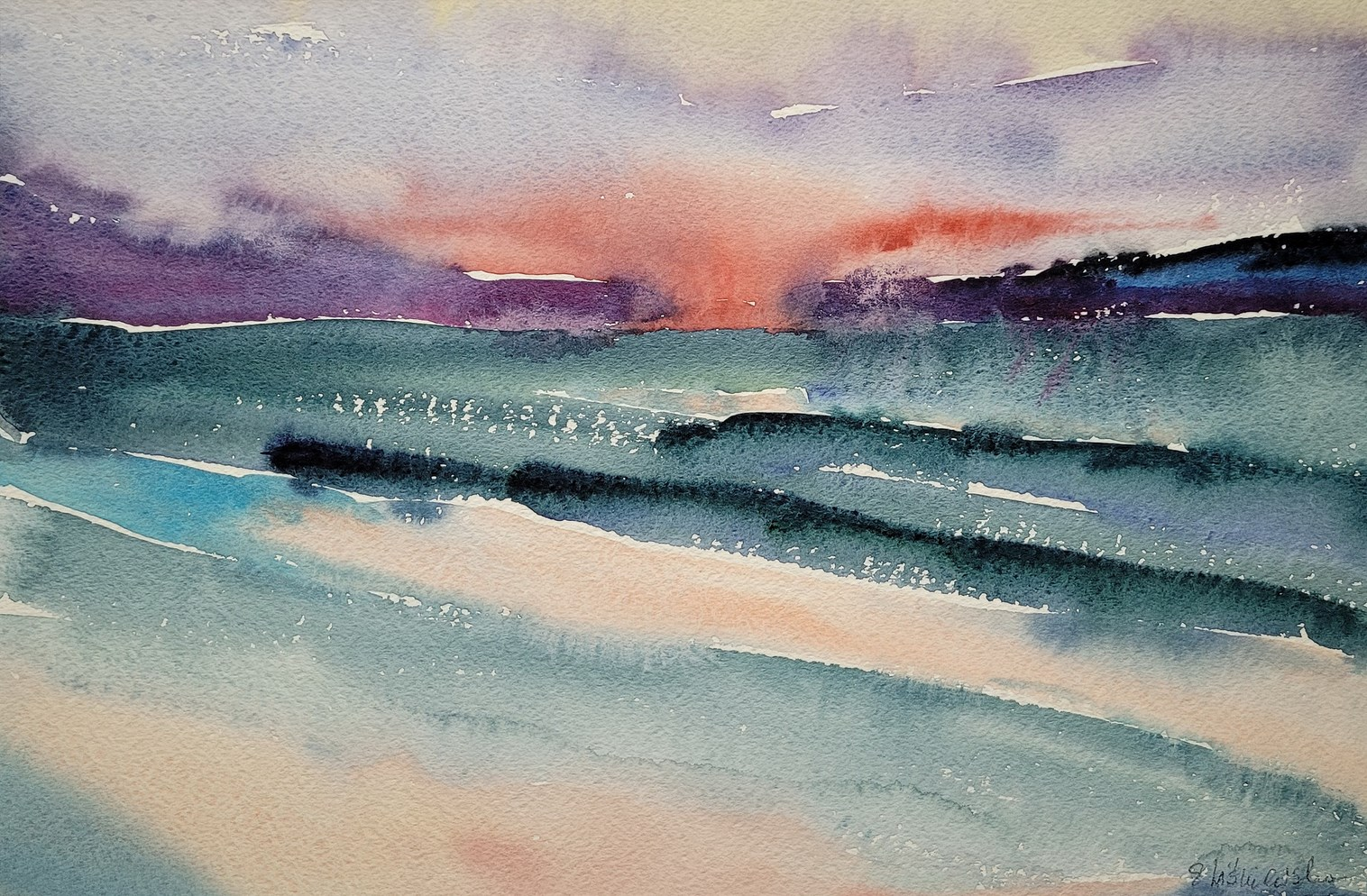
Pejzaż morski (2008)
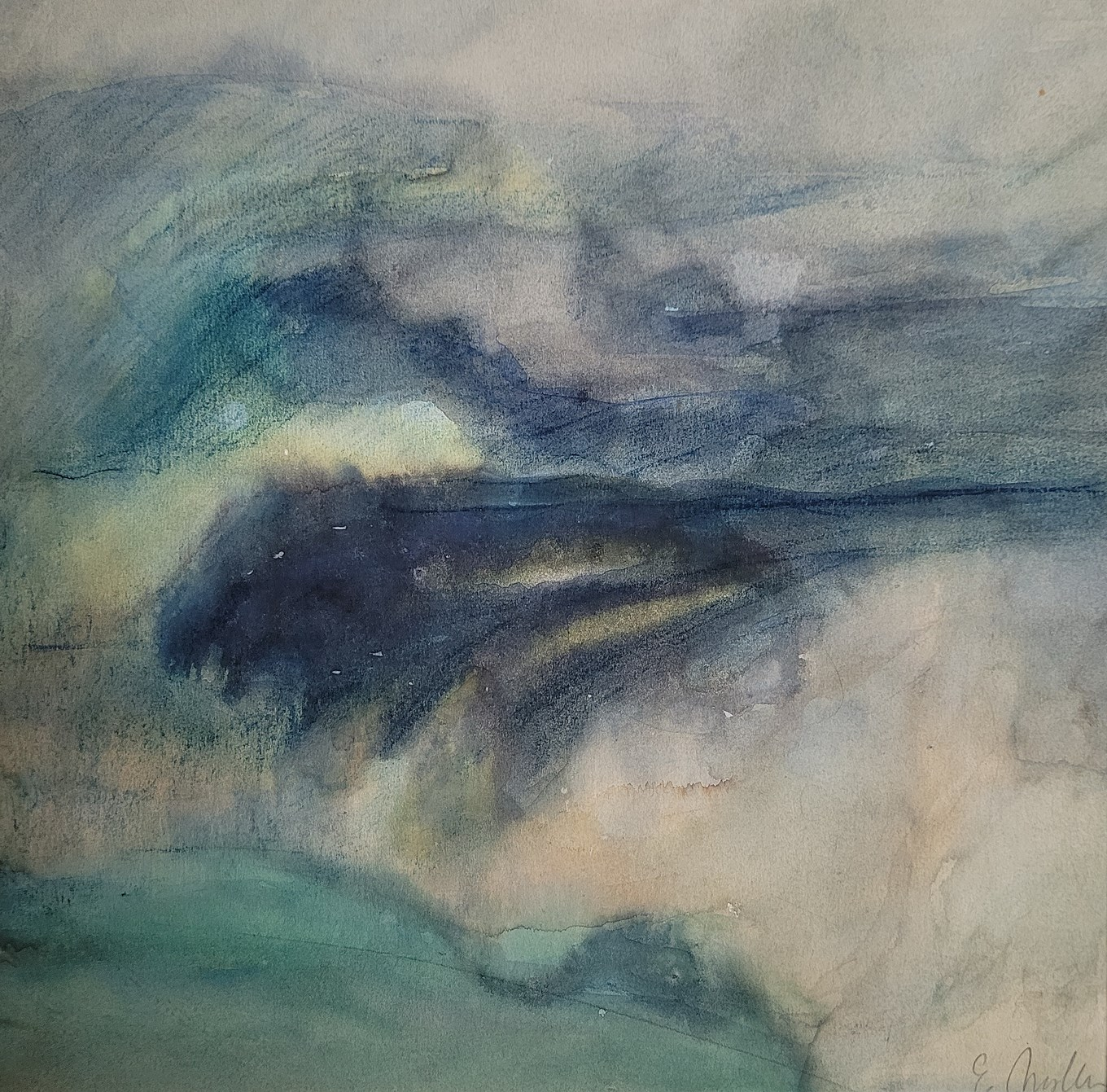
Pejzaż morski III (1984)
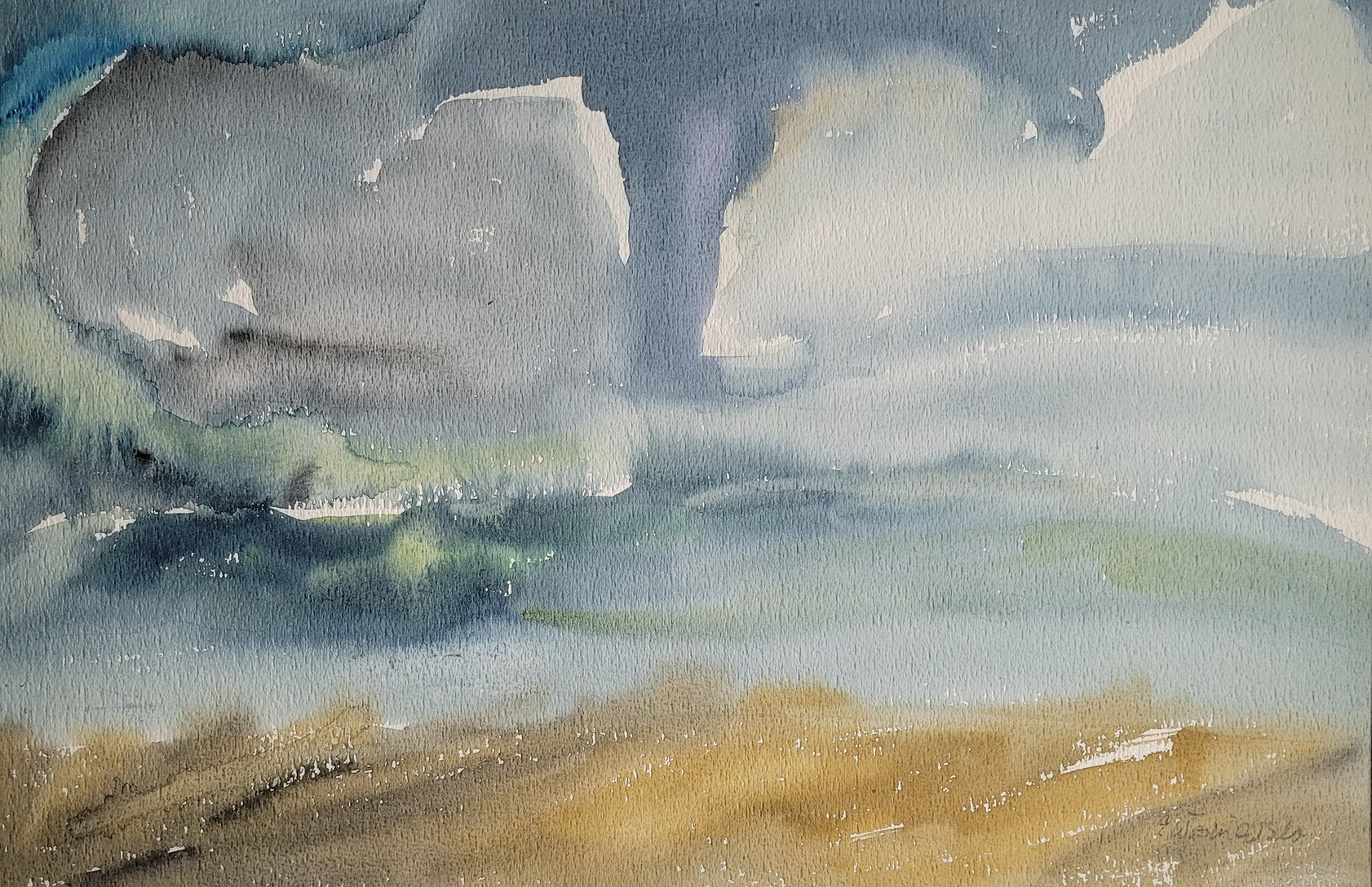
Tornado (2009)
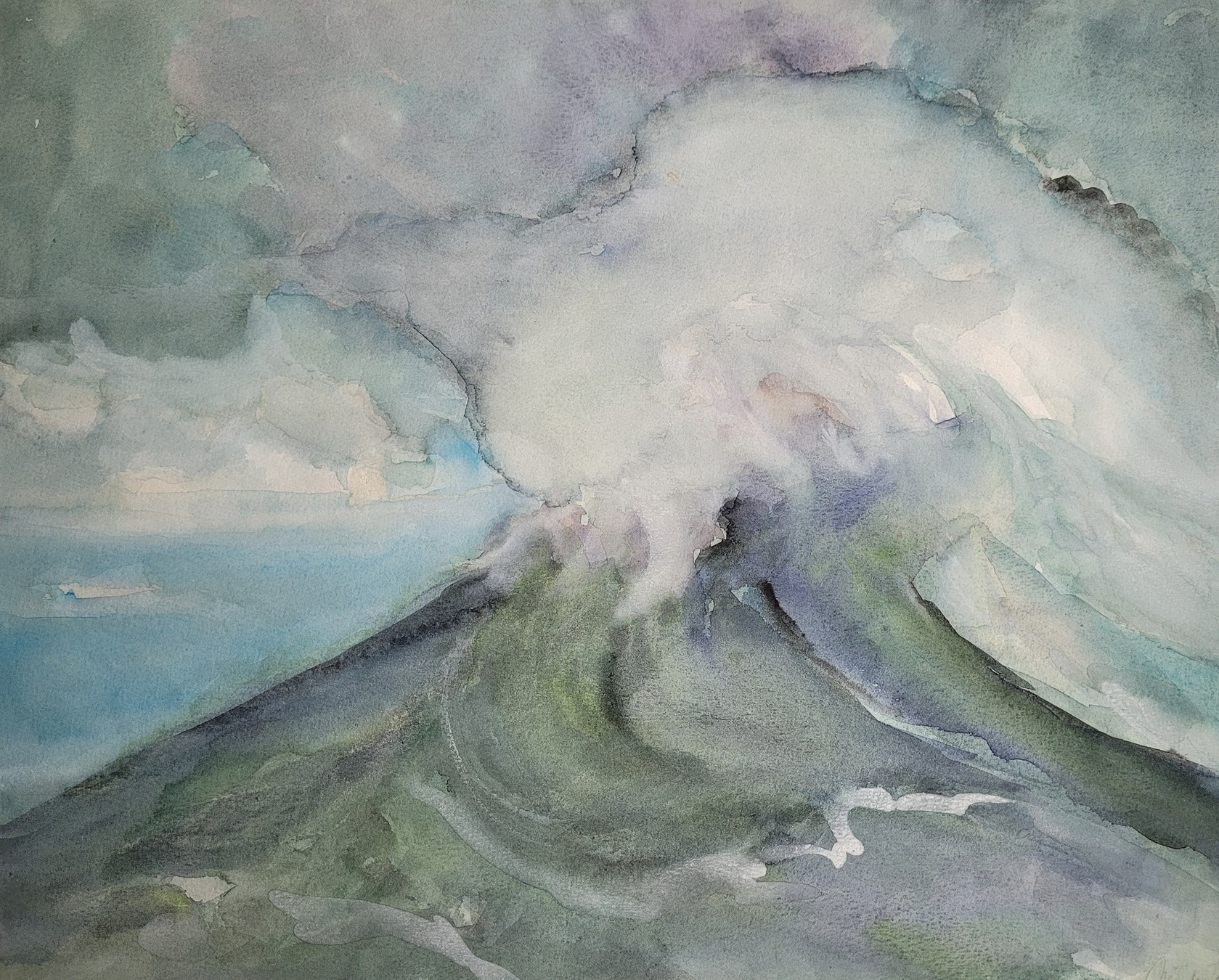
Fala I (1987)
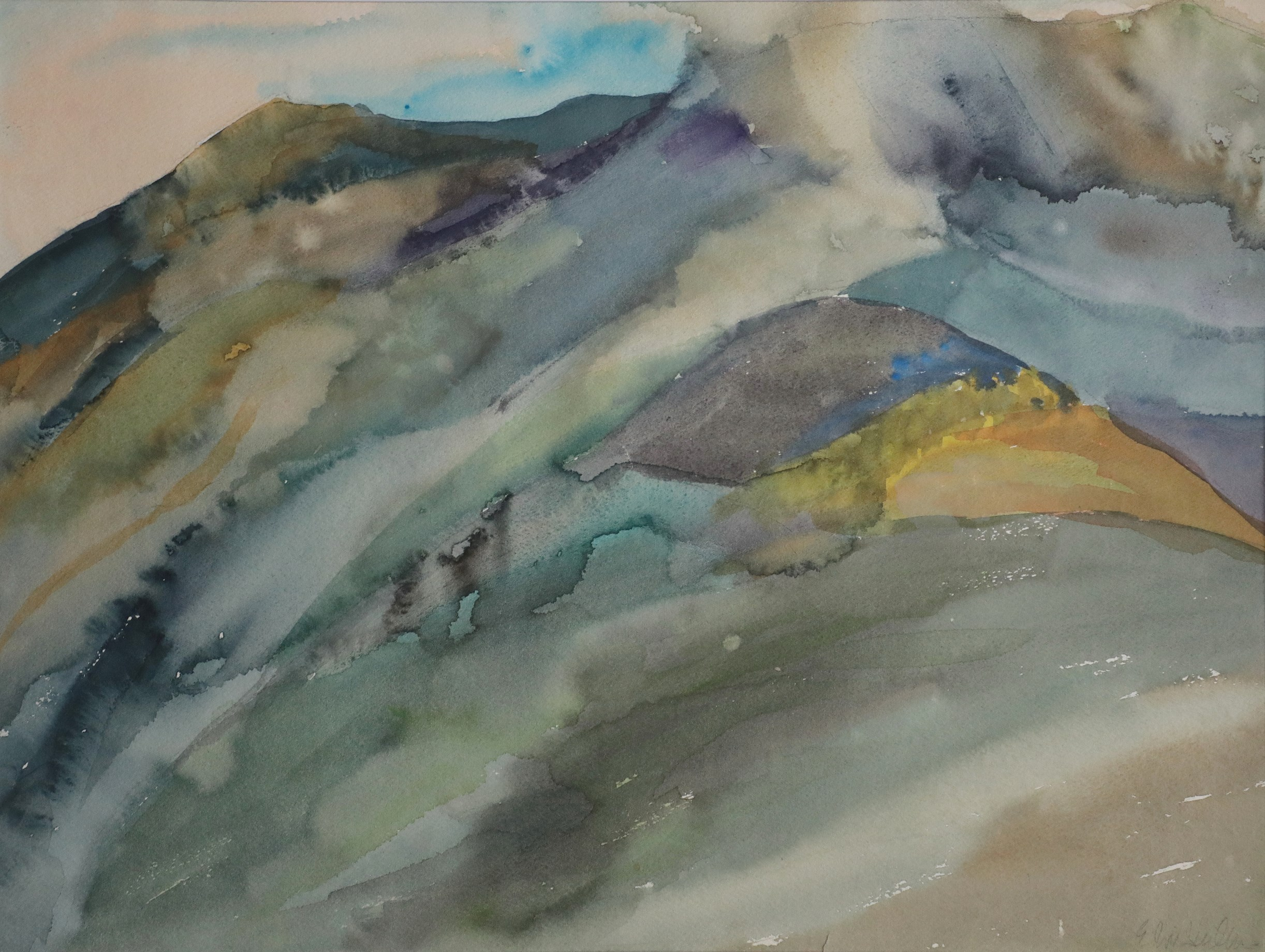
Karkonosze XXII (1999)
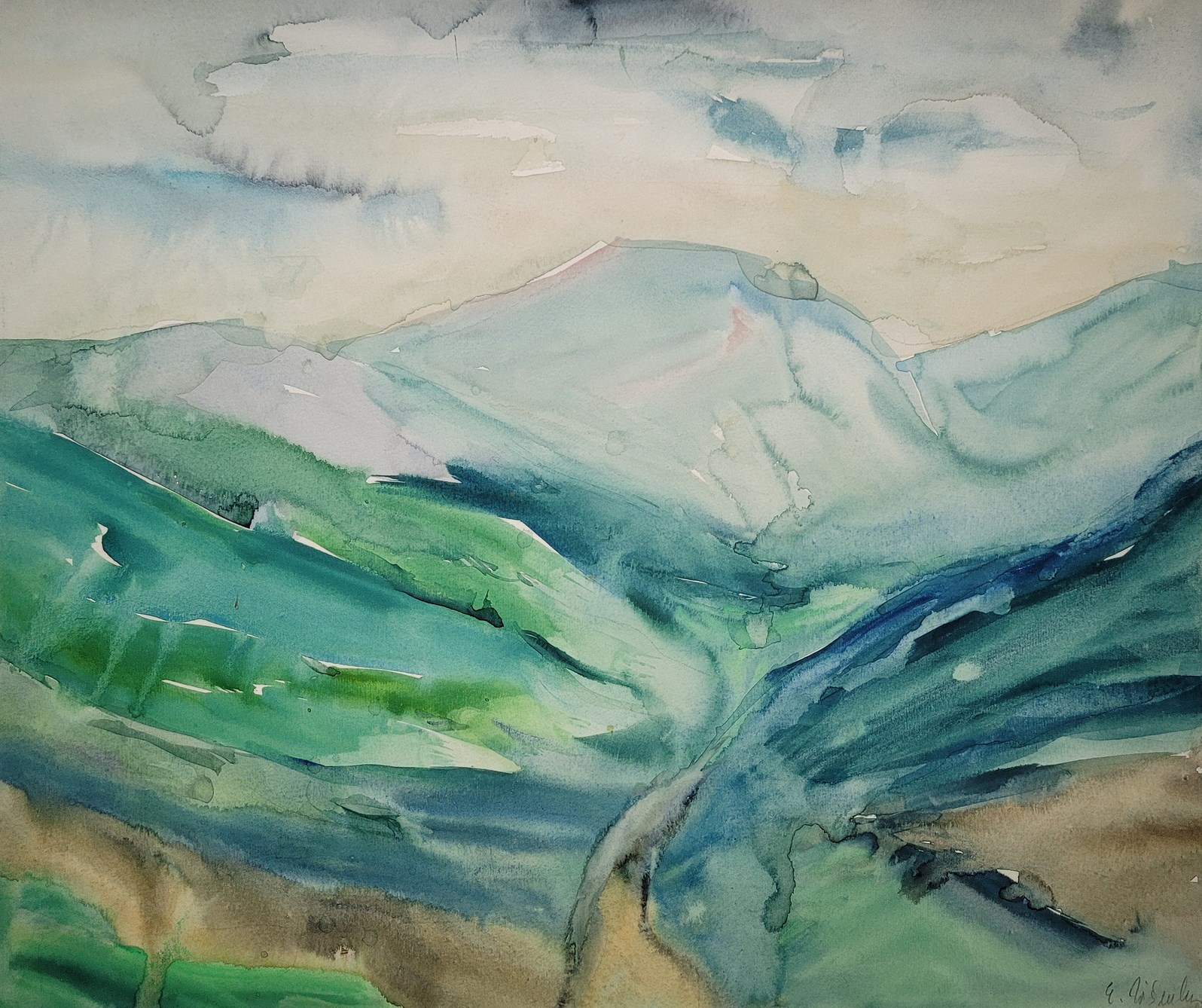
Karkonosze (fragment cyklu) (1987)
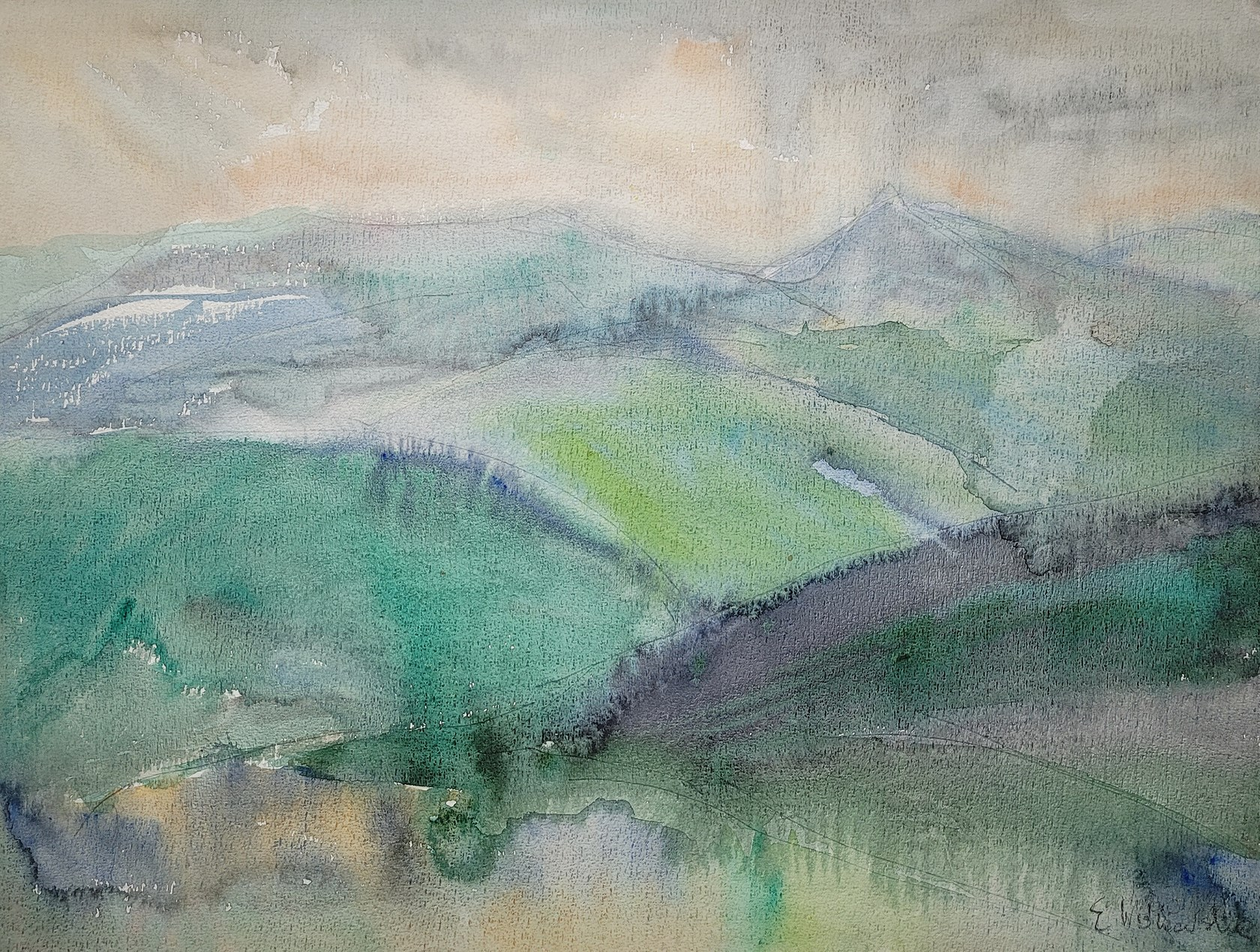
Karkonosze fragment cyklu 2 (1987)
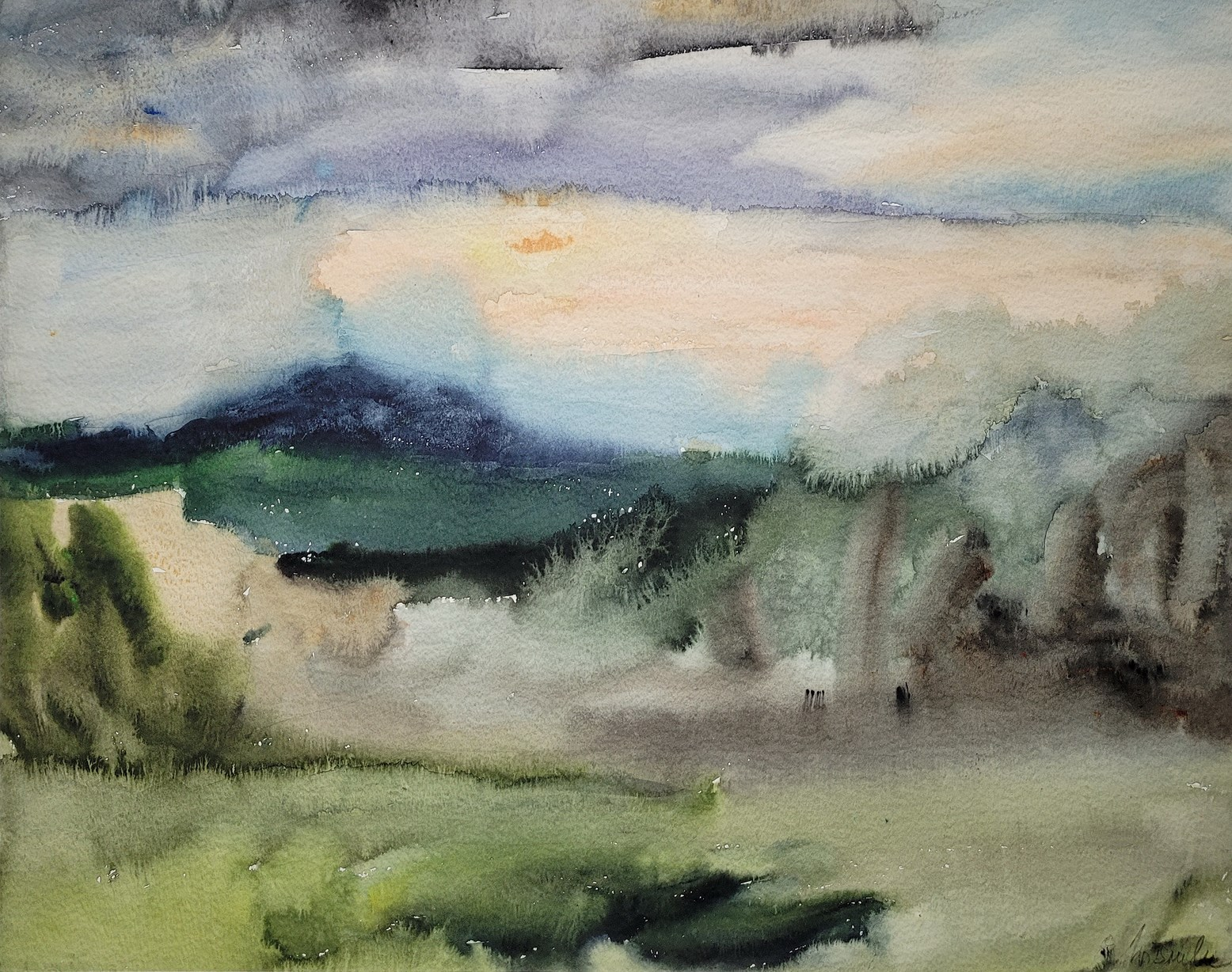
Rozlewisko nad Bugiem
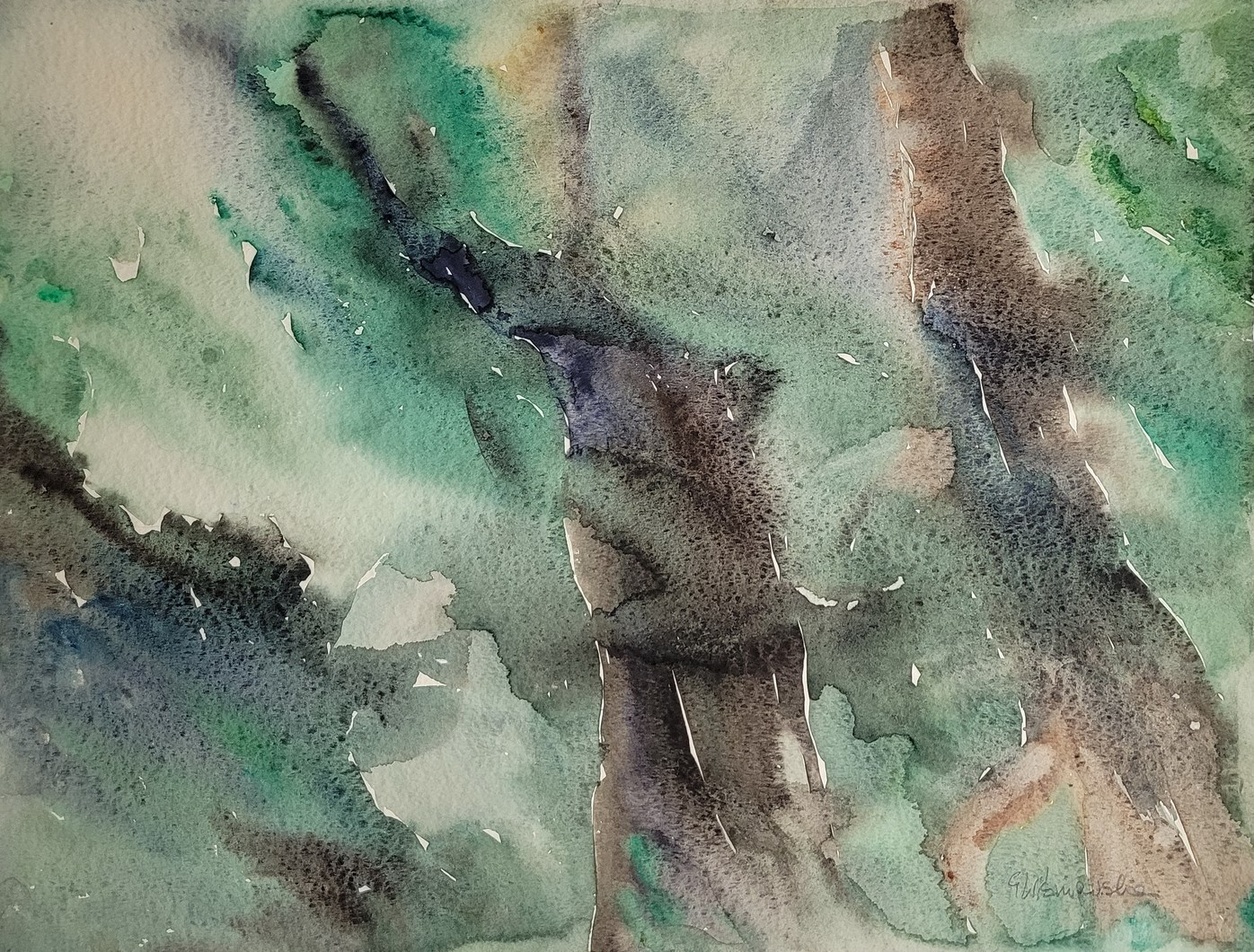
Pejzaż z kępy bazarowej (Stare topole I) (1990)